# Joe Allen
Joseph Michael "Joe" Allen (n. 14 martie 1990, Carmarthen⁠(d), Țara Galilor, Regatul Unit) este un fotbalist britanic liber de contract, care joacă pe post de mijlocaș. Pe plan internațional, are prezențe la națională pentru Țara Galilor U17⁠(d), Țara Galilor U19⁠(d), Țara Galilor U21⁠(d), Regatul Unit U23⁠(d) și Regatul Unit⁠(d).

## Meciuri la națională
| Naționala    | An    | Meciuri | Goluri |
| ------------ | ----- | ------- | ------ |
| Țara Galilor | 2009  | 2       | 0      |
| Țara Galilor | 2010  | 0       | 0      |
| Țara Galilor | 2011  | 4       | 0      |
| Țara Galilor | 2012  | 6       | 0      |
| Țara Galilor | 2013  | 3       | 0      |
| Țara Galilor | 2014  | 1       | 0      |
| Total        | Total | 16      | 0      |

## Titluri
Swansea City
- Football League One: 2007–08
- Football League Championship play-off: 2010–11

## Legături externe
- Materiale media legate de Joe Allen la Wikimedia Commons
- Joe Allen la Soccerbase
- Profil la lfchistory.net
- en Joe Allen la Olympedia.org